# Heinrich Lübke

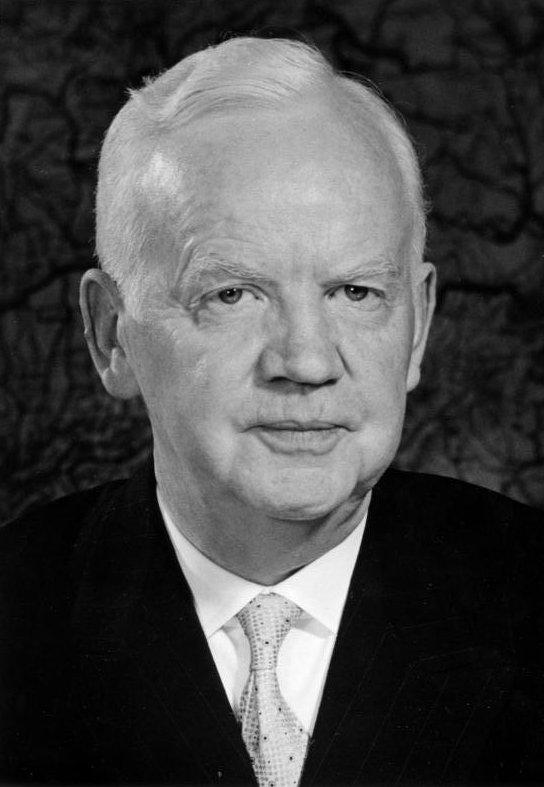
Heinrich Lübke 1959

Karl Heinrich Lübke (* 14. Oktober 1894 in Enkhausen/Sauerland; † 6. April 1972 in Bonn) war von 1959 bis 1969 der zweite Bundespräsident der Bundesrepublik Deutschland. Lübke war während seiner politischen Karriere zunächst Mitglied der Zentrumspartei und später der CDU. Von 1953 bis 1959 war er Bundesminister für Ernährung, Landwirtschaft und Forsten.

## Leben bis 1945
Heinrich Lübke war das siebte von acht Kindern von Friedrich-Wilhelm (Fritz) Lübke (1855–1902) und Karoline Lübke (1859–1922) geborene Becker. Sein Vater war Schuhmachermeister und im Nebenerwerb Landwirt. Lübke war erst acht Jahre alt, als der Vater starb. Sein älterer Bruder war der CDU-Politiker Friedrich Wilhelm Lübke (1887–1954).

### Studium und Beruf

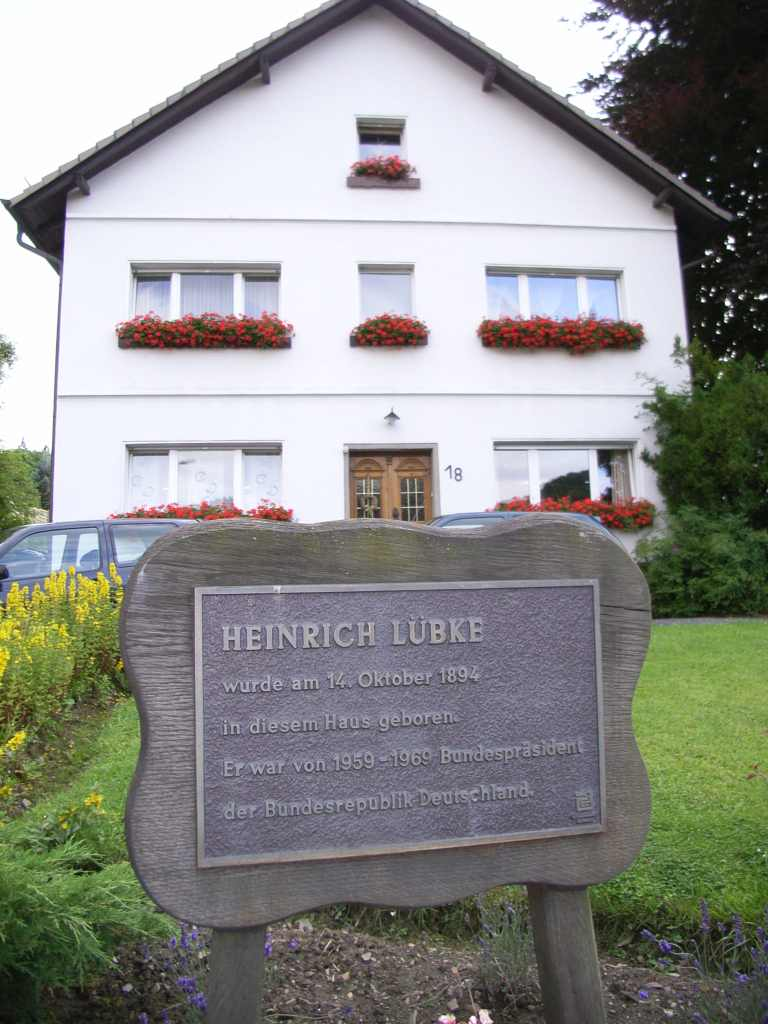
Geburtshaus Lübkes in Enkhausen mit Gedenktafel, 2008

Nach dem Abitur 1913 am Gymnasium Petrinum in Brilon begann Lübke ein Studium der Geodäsie, Landwirtschaft und Kulturbautechnik an der Landwirtschaftlichen Akademie in Bonn, das er aber schon im August 1914 unterbrach, um als Kriegsfreiwilliger bis 1918 am Ersten Weltkrieg teilzunehmen. 
Seine Grundausbildung absolvierte er zunächst beim Westfälischen Fußartillerie-Regiment Nr. 7, mit dem er dann an der Ost- und Westfront eingesetzt war. Lübke durchlebte als Grabenbeobachter den Stellungskrieg. 1916 wurde er zum Vizefeldwebel befördert. Nach einem Gasangriff kam er in ein Feldlazarett. 1917 nahm er die Leutnantsbeförderung entgegen und wurde stellvertretender Batteriechef in der 52. Reserve-Division. Im Anschluss wurde er Ordonnanzoffizier und war an der Dritten Flandernschlacht beteiligt. Vor Kriegsende wurde er in das Große Hauptquartier der Obersten Heeresleitung versetzt. Während des Krieges erhielt er das Eiserne Kreuz I. und II. Klasse.
Nach Kriegsende und Entlassung aus dem Militärdienst im Dezember 1918 nahm Lübke sein Studium wieder auf und beendete es 1921 mit dem Examen als Vermessungs- und Kulturingenieur. Während seines Studiums in Bonn trat er bereits 1914 der katholischen Studentenverbindung KDStV Ascania Bonn im CV bei. Von 1921 bis 1924 studierte er Nationalökonomie in Münster und Berlin. 
Von 1921 bis 1922 war er beim Westfalen Pächter- und Siedlerbund in Münster beschäftigt. Ab Oktober 1922 war er Geschäftsführer des Reichsverbandes landwirtschaftlicher Kleinbetriebe (ab 1925 auch Mittelbetriebe). Seit 1924 war er zudem Mitglied des engeren Vorstandes des Bundes Deutscher Bodenreformer. 1926 wurde er Geschäftsführer der Deutschen Bauernschaft. Ab 1927 war er auch Geschäftsführer der Siedlungsgesellschaft Bauernland AG.
1929 heiratete Lübke in Berlin-Wilmersdorf Wilhelmine Keuthen (1885–1981) aus Ramsbeck, heute Teil der Gemeinde Bestwig.
Für die Zentrumspartei zog er 1931 in den Preußischen Landtag ein.  Bis 1933 war Lübke für die Deutsche Zentrumspartei Mitglied des Preußischen Landtages. Bei der Landtagswahl am 5. März 1933 wurde er wiedergewählt. Am 18. Mai 1933 stimmte der Landtag wie im Reich gegen die Stimmen der SPD einem Ermächtigungsgesetz für Preußen zu. Danach trat er nie wieder zusammen. Am 14. Oktober 1933 wurden die Volksvertretungen der Länder aufgelöst und am 30. Januar 1934 schließlich ersatzlos aufgehoben.

### Zeit des Nationalsozialismus
Im Juli 1933 musste Lübke auf Druck der Nationalsozialisten auch sein Amt bei der Deutschen Bauernschaft und im März 1934 das bei der Siedlungsgesellschaft Bauernland abgeben. Am 5. Februar 1934 leiteten Nationalsozialisten ein Ermittlungsverfahren gegen ihn wegen Korruption ein. Er wurde verhaftet und nach 20 Monaten am 11. Oktober 1935 aus der Untersuchungshaft entlassen. Er war zunächst arbeitslos und lebte bis zum Sommer 1937 bei Flensburg auf dem Hof seines älteren Bruders Friedrich Wilhelm Lübke, des späteren Ministerpräsidenten des Landes Schleswig-Holstein (1951–1954). Von 1937 bis 1939 war er als leitender Mitarbeiter bei der Niedersächsischen Wohnungsbau- und Siedlungsgesellschaft in Berlin tätig, leistete als Reserveoffizier drei Wehrübungen in der Wehrmacht ab und wurde zum Oberleutnant der Reserve befördert. 1942 erfolgte schließlich die Beförderung zum Hauptmann der Reserve.
Von 1939 bis 1945 arbeitete er als Vermessungsingenieur und Bauleiter beim Architektur- und Ingenieurbüro Walter Schlempp, das der Verfügung des „Generalbauinspektors für die Reichshauptstadt“ Albert Speer unterstand. Ab 1944 war er Schlempps Stellvertreter.
Lübke war in der Heeresversuchsanstalt Peenemünde Bauleiter in der „Gruppe Schlempp“. Von 1943 bis 1945 hatte er die Verantwortung für den Einsatz von KZ-Häftlingen. Es existierten zwei KZ-Außenstellen auf dem Gelände in Peenemünde. Die KZ-Häftlinge mussten unter seiner Regie Zwangsarbeit leisten. Lübke hat dafür Häftlinge eigens angefordert. In einer Notiz aus dem Jahr 1942 heißt es: „Herr Lübke, der am 21.7. nochmals mit HAP/L (Leitung der Heeresanstalt Peenemünde) verhandelte, hofft, 500 Holländer Anfang August zu erhalten.“ Als 1965 aus der DDR Vorwürfe im Zusammenhang mit seiner Tätigkeit in der Baugruppe Walter Schlempp laut wurden, sagte Lübke, in Peenemünde seien KZ-Häftlinge bis zur Bombardierung durch die Briten im Jahre 1944 mit Sicherheit nicht eingesetzt gewesen. Doch ein KZ-Lager gab es dort nachweislich schon seit Juni 1943.

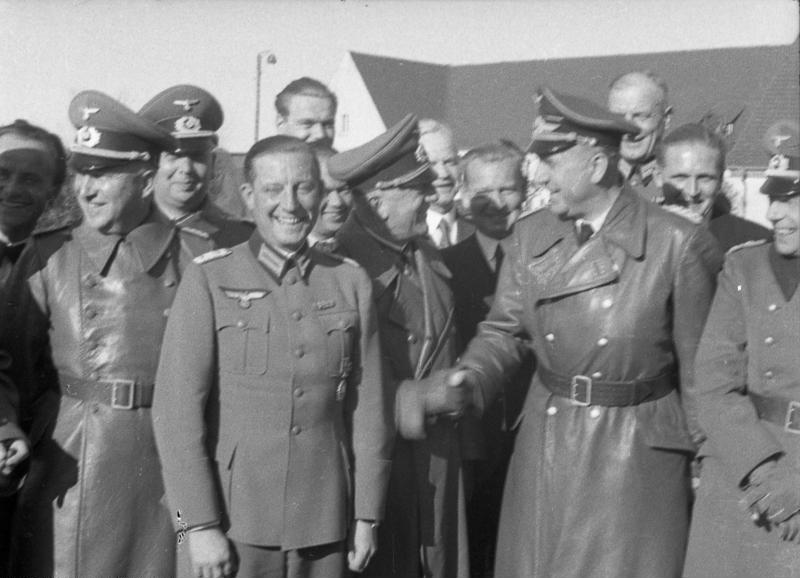
Peenemünde, Frühling 1941, Emil Leeb, Fritz Todt, Lübke, Walter Dornberger

Lübkes Unterschrift findet sich unter Bauzeichnungen eines Lagers, das vom MfS als KZ-Lager ausgegeben wurde. Das MfS benutzte hierzu ein Konvolut von Planskizzen aus Lübkes Feder, wobei gefälschte Aktendeckel, welche die Planskizzen als zu Konzentrationslagern zugehörig kennzeichneten, einen Zusammenhang zwischen Lübkes Tätigkeit und der Errichtung von Konzentrationslagern herstellen sollten. Lübkes Planskizzen standen im Zusammenhang mit der Errichtung einer Rüstungsfabrik in Neu-Staßfurt, wo ein Werk zur Herstellung von BMW-Triebwerken im Schacht Marie aufgebaut wurde. Als Mitglied im Jägerstab war Lübke für die Firma Schlempp ab Mai 1944 verstärkt für die Dezentralisation und die U-Verlagerung von Flugzeugwerken verantwortlich. In stillgelegten Bergwerkschächten bei Bernburg und Neu-Staßfurt wurden etwa 2000 Häftlinge aus Außenlagern des KZ Buchenwald bei Transport- und Betonierungsarbeiten eingesetzt. Ein Teil der Häftlinge war monatelang in einem Schacht in 420 Meter Tiefe untergebracht, etliche Menschen überlebten dies nicht. Dafür errichtete die Schlempp-Gruppe unter Lübkes Leitung Baracken, in denen später KZ-Häftlinge untergebracht waren.
Im Februar 1945 begann Lübke mit dem Architekten Rudolf Wolters, ehemaliger Chef des Arbeitsstabes Wiederaufbauplanung zerstörter Städte im Reichsministerium für Rüstung und Kriegsproduktion, im Auftrag von Speer mit dem Aufbau eines „Nachkriegsbüros zur Planung vorfabrizierten Wohnbaus“ (Wolters war am 10. Januar 1945 zum 15. Januar 1945 zum Ingenieurbüro Schlempp „übergetreten“).

## Politische Karriere

### Nach Kriegsende
Im Jahr 1945 trat Lübke in die CDU ein. Von 1945 bis 1946 leitete er ein eigenes Baubüro in Höxter. 1946 war er Abgeordneter des von der britischen Militärregierung ernannten Provinziallandtages von Westfalen, ab Oktober 1946 des ernannten Landtages von Nordrhein-Westfalen. Von Januar bis Oktober 1953 war er als Generalanwalt des Deutschen Raiffeisenverbandes in Bonn tätig.

### Abgeordneter und Minister

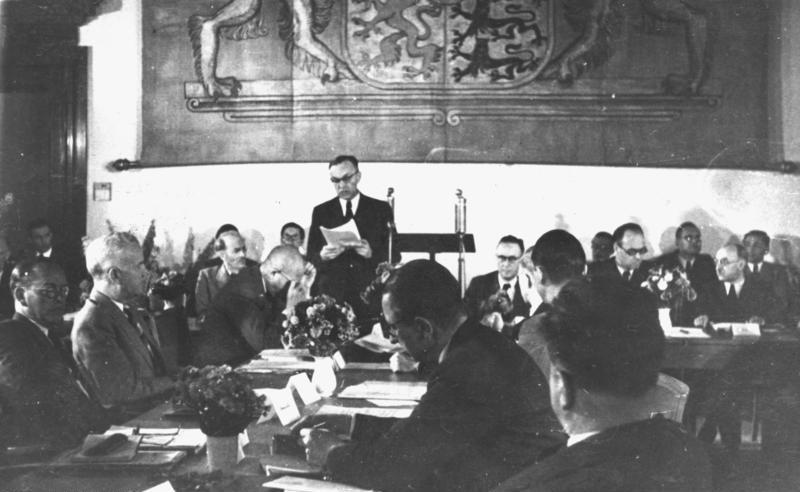
Ministerpräsidenten-Treffen in München, Juni 1947; am Tisch links: Hermann Wandersleb, Heinrich Lübke, Rudolf Amelunxen, Hans Ehard (stehend)

Lübke gehörte ab April 1947 dem ersten frei gewählten nordrhein-westfälischen Landtag an, bis er am 6. März 1954 das Mandat niederlegte. Vom 6. Januar 1947 bis zum 1. Januar 1953 amtierte er in den von Rudolf Amelunxen und Karl Arnold geführten Landesregierungen als Minister für Ernährung, Landwirtschaft und Forsten in Nordrhein-Westfalen. Von 1949 bis 29. September 1950 war er CDU-Bundestagsabgeordneter für den Wahlkreis Arnsberg – Soest. In dieser Zeit war er auch Vorsitzender des Ausschusses für Ernährung, Landwirtschaft und Forsten. Von 1953 bis zur Wahl zum Bundespräsidenten am 2. September 1959 war er erneut Mitglied des Deutschen Bundestages, direkt gewählt im Wahlkreis Rees – Dinslaken. Nach der Bundestagswahl 1953 wurde er am 20. Oktober 1953 als Bundesminister für Ernährung, Landwirtschaft und Forsten in die von Bundeskanzler Konrad Adenauer geführte Bundesregierung berufen. Lübke hätte schon im Jahre 1949 Agrarminister werden wollen; er wurde jedoch von Adenauer verhindert, da dieser ihm einen (von den Alliierten blockierten) Gesetzesentwurf für eine umfassende Landreform in Nordrhein-Westfalen übel nahm. 1955 wurde Lübke als Gast zur Bremer Schaffermahlzeit eingeladen, nach seiner Wahl zum Bundespräsidenten nahm er 1960 als Ehrengast teil.
Siehe auch: Kabinett Adenauer II und Kabinett Adenauer III

### Bundespräsident

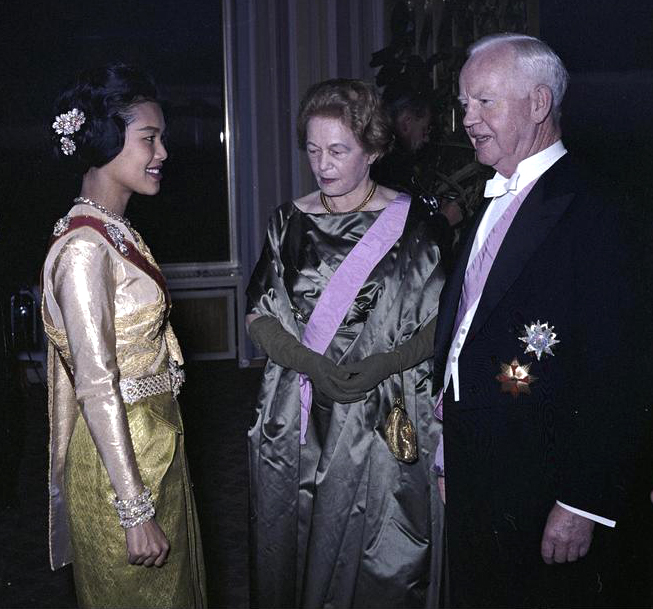
Die thailändische Königin Sirikit, Wilhelmine und Heinrich Lübke beim Staatsempfang auf dem Petersberg, 1960

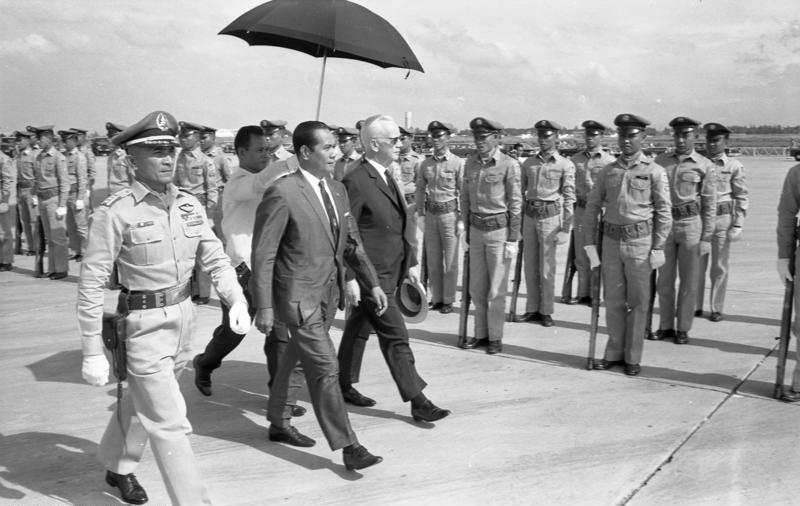
Heinrich Lübke beim Staatsbesuch auf den Philippinen, 1963

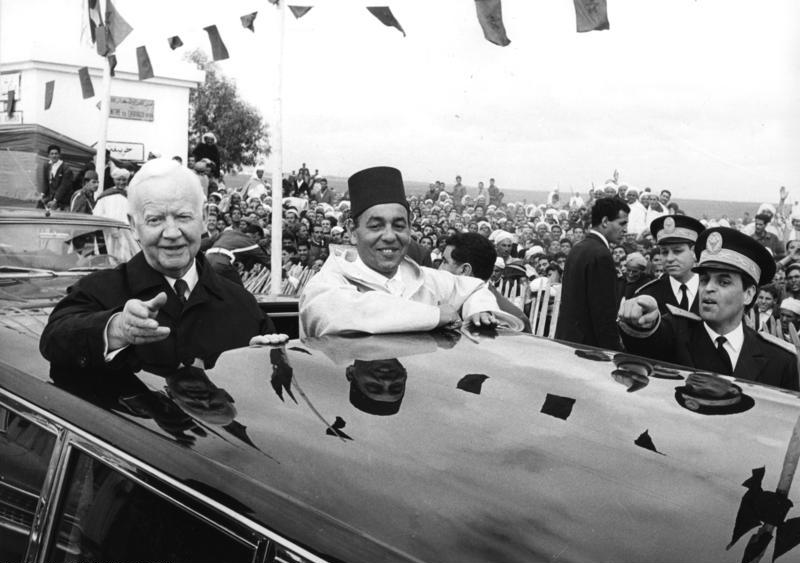
Heinrich Lübke beim Staatsbesuch in Marokko mit Hassan II., 1966

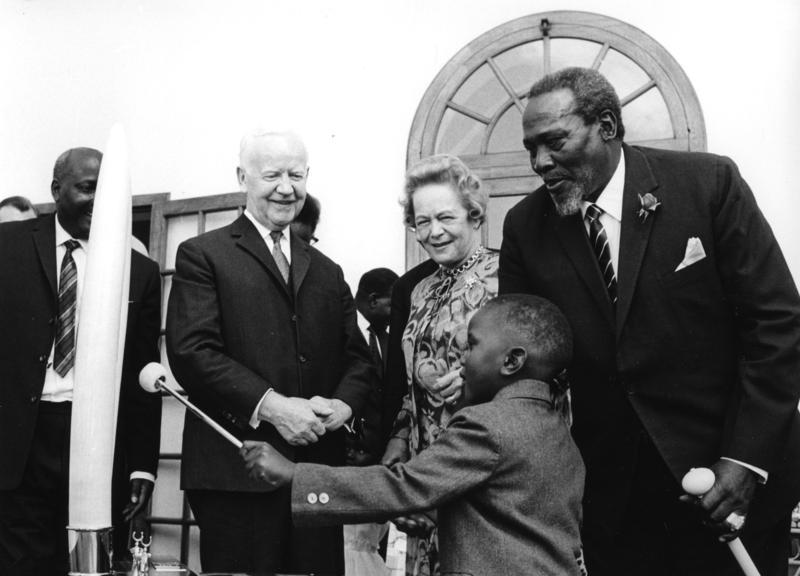
Heinrich Lübke beim Staatsbesuch in Kenia mit Staatspräsident Jomo Kenyatta, 1966

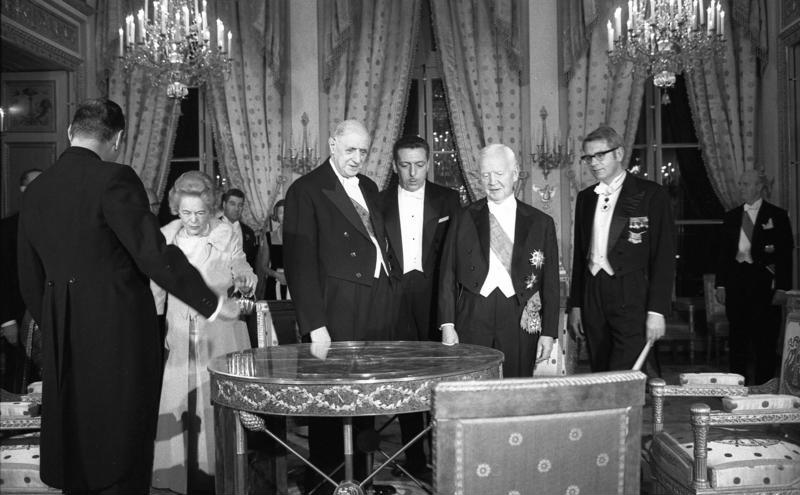
Heinrich Lübke und der französische Staatspräsident Charles de Gaulle bei der Einweihung der Deutschen Botschaft in Paris, 1968

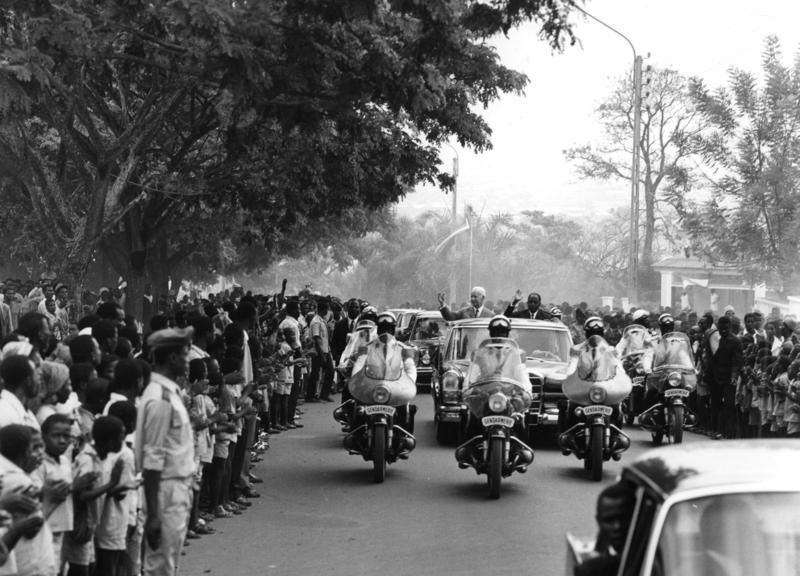
Heinrich Lübke beim Staatsbesuch im Niger, 1969

Lübke wurde am 1. Juli 1959 als Nachfolger von Theodor Heuss zum deutschen Bundespräsidenten gewählt. Er setzte sich im zweiten Wahlgang gegen Carlo Schmid von der SPD und Max Becker von der damals ebenfalls in der Opposition stehenden FDP durch. Seine Amtszeit begann am 13. September 1959, zwei Tage später wurde er vereidigt.
Lübke machte von Anfang an die Entwicklungshilfe zu einem Hauptanliegen seiner Präsidentschaft. Schon in seiner Antrittsrede von 1959 konstatierte er die dringende Notwendigkeit internationaler Hilfe und Verantwortlichkeit in Anbetracht weltweiten Hungers. Im Herbst 1962 initiierte er einem Aufruf der FAO im Rahmen der „Freedom from Hunger Campaign“ folgend die Gründung der Welthungerhilfe als erster deutscher konfessionell nicht gebundener Entwicklungshilfeorganisation.
Lübke thematisierte in seinen öffentlichen Reden auch die politische und wirtschaftliche Entwicklung in der damaligen DDR. In der Neujahrsansprache vom 1. Januar 1963 ging er auf die aktuelle innerdeutsche Entwicklung wie folgt ein:

„Meine lieben Landsleute in Mitteldeutschland und Ostberlin! Schon über 17 Jahre dauert nun in Mitteldeutschland die totalitäre Herrschaft einer kleinen Minderheit, die gestützt auf die Macht der sowjetischen Armee jede Regung politischer und persönlicher Freiheit erstickt. Die Funktionäre maßen sich an, das Denken und Handeln der Bevölkerung zu lenken. Freie Wahlen, freie Meinungsäußerung und die Entfaltung der Persönlichkeit sind Ihnen, meine Landsleute, zwar geläufige Vorstellungen, aber praktische Folgerungen daraus zu ziehen, ist Ihnen unmöglich gemacht. Zur Unfreiheit kamen 1962 noch verstärkt die verheerenden Folgen der Misswirtschaft des Regimes in Landwirtschaft, Handel und Industrie. Was nützt Ihr Fleiß, Ihr Fachwissen und Ihre Erfahrung, wenn alles durch die Unfähigkeit der Funktionäre zunichte gemacht wird? Das geht so weit, dass Ihre Kinder neuerdings nicht den Beruf wählen dürfen, der ihnen liegt, sondern den ergreifen müssen, der der Verwirklichung des Volkswirtschaftsplanes dient. Durch brutale Gewaltmaßnahmen wurde der Abbruch der Beziehungen zwischen Ihnen und uns in der Bundesrepublik erzwungen, aber wir Deutschen im Osten und Westen, im Norden und Süden unseres Vaterlandes sind und bleiben eine geistige Gemeinschaft und darum ein Volk. Ihre Trauer und Ihre Leiden sind trotz der Trennung auch unsere Trauer und unsere Leiden.“

Am 1. Juli 1964 wurde er von der 4. Bundesversammlung wiedergewählt. Der Wiederwahl ging eine Begegnung Lübkes während einer Kur in Bad Kissingen mit Herbert Wehner (SPD) voraus, bei der sich beide auf eine Wiederwahl einigten und für eine Große Koalition aussprachen. Danach erst informierte Lübke die CDU und wurde mit den Stimmen beider großer Parteien im Amt bestätigt. Der Staatssekretär im Bundespräsidialamt, Hans-Heinrich Herwarth von Bittenfeld, der sich wegen Lübkes Gesundheitszustand intern gegen eine zweite Amtszeit ausgesprochen hatte, wurde in der Folge abgelöst und als Botschafter nach Rom entsandt.
Lübke setzte sich 1966 für die Bildung der Großen Koalition (Kabinett Kiesinger) ein.

#### Echte und vermeintliche Anekdoten
Seine politischen Akzente wurden vor allem in der zweiten Amtszeit von seinen rhetorischen Missgriffen überschattet. Wie sich später herausstellte, litt er damals bereits an rasch fortschreitender Zerebralsklerose, welche die Versprecher begünstigte. Zudem ignorierte Lübke gerne vorhandene Redemanuskripte und versuchte frei zu sprechen.

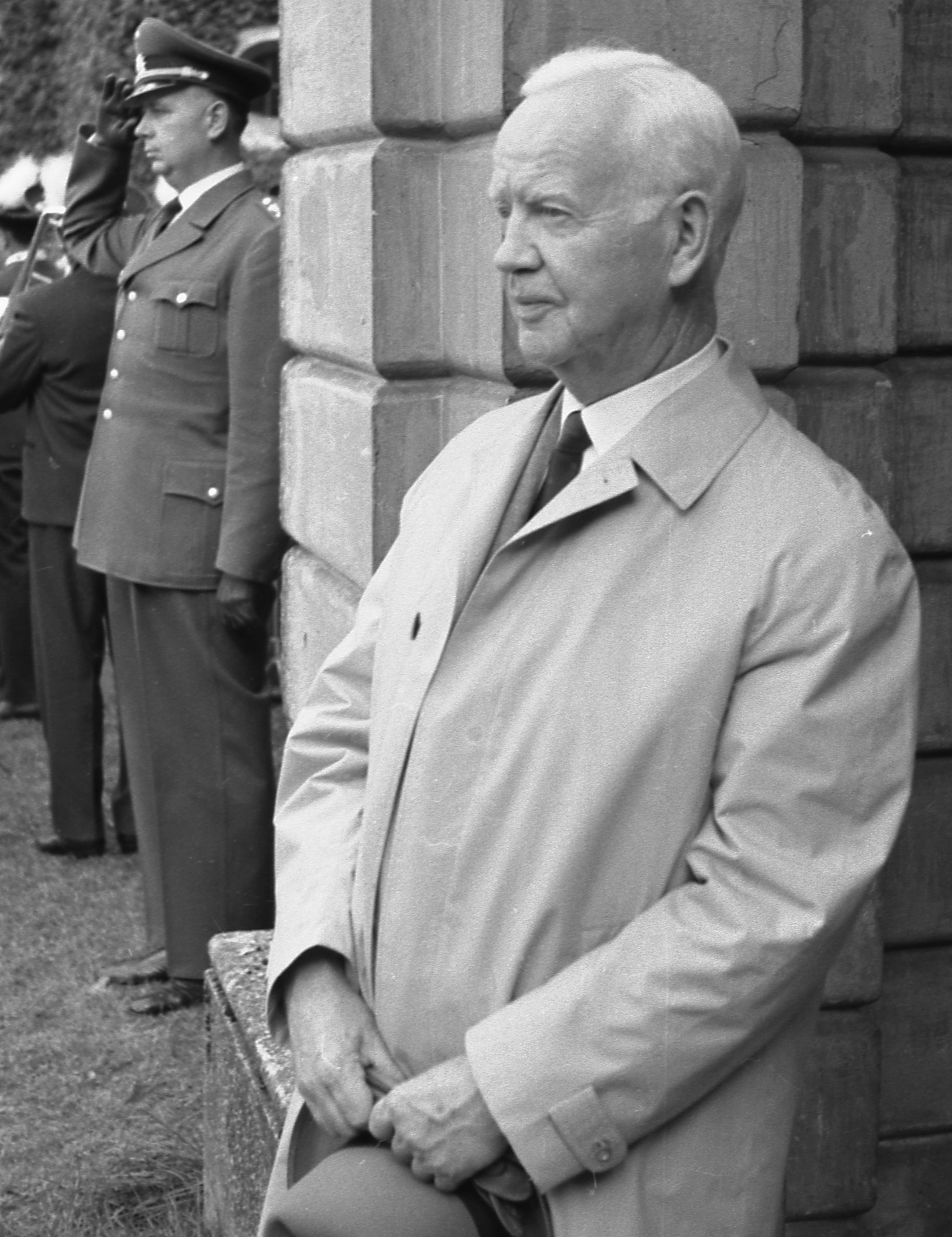
Lübke während eines Besuchs im schwäbischen Kirchheim, ca. 1965

Zu einer modernen Sage entwickelte sich, ohne dass es dafür irgendeinen Beleg gibt, seine angebliche Anrede „Sehr geehrte Damen und Herren, liebe Neger“, mit der Lübke bei einem Staatsbesuch 1962 in Liberia eine Rede begonnen haben soll, wie auch die ebenfalls unbelegte Formulierung „Equal goes it loose“:

„Als Englands Königin am Rhein Staatsbesuch machte, kleidete Lübke die Mitteilung an seinen Gast, das Konzert im Schloß Brühl werde sogleich beginnen (so berichtete die Bonner Fama), in den Satz: ‚Equal goes it loose‘ – eine eigene Übersetzung von: Gleich geht es los.“

Der damalige Spiegel-Mitarbeiter Hermann L. Gremliza offenbarte 2006, dass dieses Zitat – wie viele andere auch – von der Redaktion erfunden worden war:

„In Wahrheit ist das angebliche Lübke-Zitat ‚Equal goes it loose‘ […] eine Erfindung des Bonner Spiegel-Korrespondenten Ernst Goyke, genannt Ego […]. Auch alle anderen Beiträge zum ‚Lübke-Englisch‘ haben in der Woche nach Egos Story Redakteure des Spiegel unter falschen Absendern für die Leserbrief-Seiten des Magazins verfaßt.“

Belegt ist, dass Lübke in Tananarive, der Hauptstadt Madagaskars, den Präsidenten Philibert Tsiranana und seine Frau Justine mit den Worten „Sehr geehrter Herr Präsident, sehr geehrte Frau Tananarive“ grüßte. Ein starkes Echo fanden seine echten und vermeintlichen Fehlleistungen in der deutschen Kabarett-Szene. Aufgrund des dem Bundespräsidenten entgegenschlagenden Spotts entschied der Bayerische Rundfunk, die Vorstellungen der Münchner Lach- und Schießgesellschaft nicht weiterhin live zu übertragen.
Ausschnitte von Lübke-Reden wurden Mitte 1966 von der Zeitschrift pardon auf der außerordentlich erfolgreichen Langspielplatte Heinrich Lübke redet für Deutschland verarbeitet. Dazu gehört die Szene in Helmstedt, als Lübke die Bewohner anreden wollte und sich nicht an den Ortsnamen erinnern konnte; Zuschauer riefen ihm diesen zu.
1966 berichteten die DDR-Medien und nachfolgend insbesondere die Zeitschrift konkret über Lübke als „KZ-Baumeister“. Hierbei handelte es sich ursprünglich um eine vom Ministerium für Staatssicherheit initiierte Kampagne. Gleichwohl stellten Historiker später fest, dass der behauptete Tatbestand, Lübke habe 1944 Bauzeichnungen für KZ-Baracken erstellt, im Kern stimmte.

#### Ende seiner Präsidialzeit
Lübkes erste Amtszeit hatte am 13. September 1959 begonnen, seine Wiederwahl 1964 fand am 1. Juli 1964 statt, und die Bundestagswahl 1969 war auf 28. September 1969 angesetzt. Mit der Begründung, das Amt aus dem bevorstehenden Bundestagswahlkampf heraushalten zu wollen, kündigte Lübke am 14. Oktober 1968 seinen Amtsverzicht zum 30. Juni 1969 an, sodass die Wahl eines Nachfolgers zweieinhalb Monate früher als turnusmäßig erforderlich bereits im März 1969 stattfinden konnte. Ausschlaggebend dafür waren neben der „KZ-Baumeister“-Kampagne seine zunehmenden gesundheitlichen Defizite.
Heinrich Lübke gehört zu den Bundespräsidenten, die nicht alle Gesetze, die vom Bundestag beschlossen worden waren, unterzeichneten. Nach Einholung eines wissenschaftlichen Gutachtens teilte er dem Bundestagspräsidenten mit, dass er das Gesetz gegen den Betriebs- und Belegschaftshandel nicht unterzeichnen werde, da es seiner Ansicht nach gegen die im Grundgesetz garantierte Freiheit der Berufswahl und der Berufsausbildung verstoße.
Lübke war bis zur Wahl von Christian Wulff im Jahr 2010 der einzige Bundespräsident römisch-katholischen Bekenntnisses.

## Altpräsident und Tod

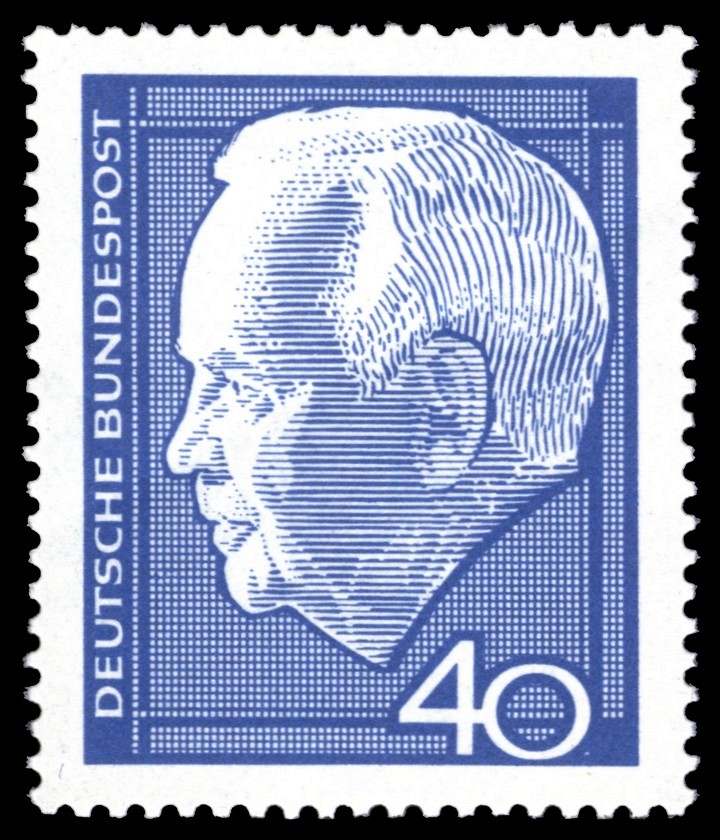
Briefmarke der Deutschen Bundespost (1964)

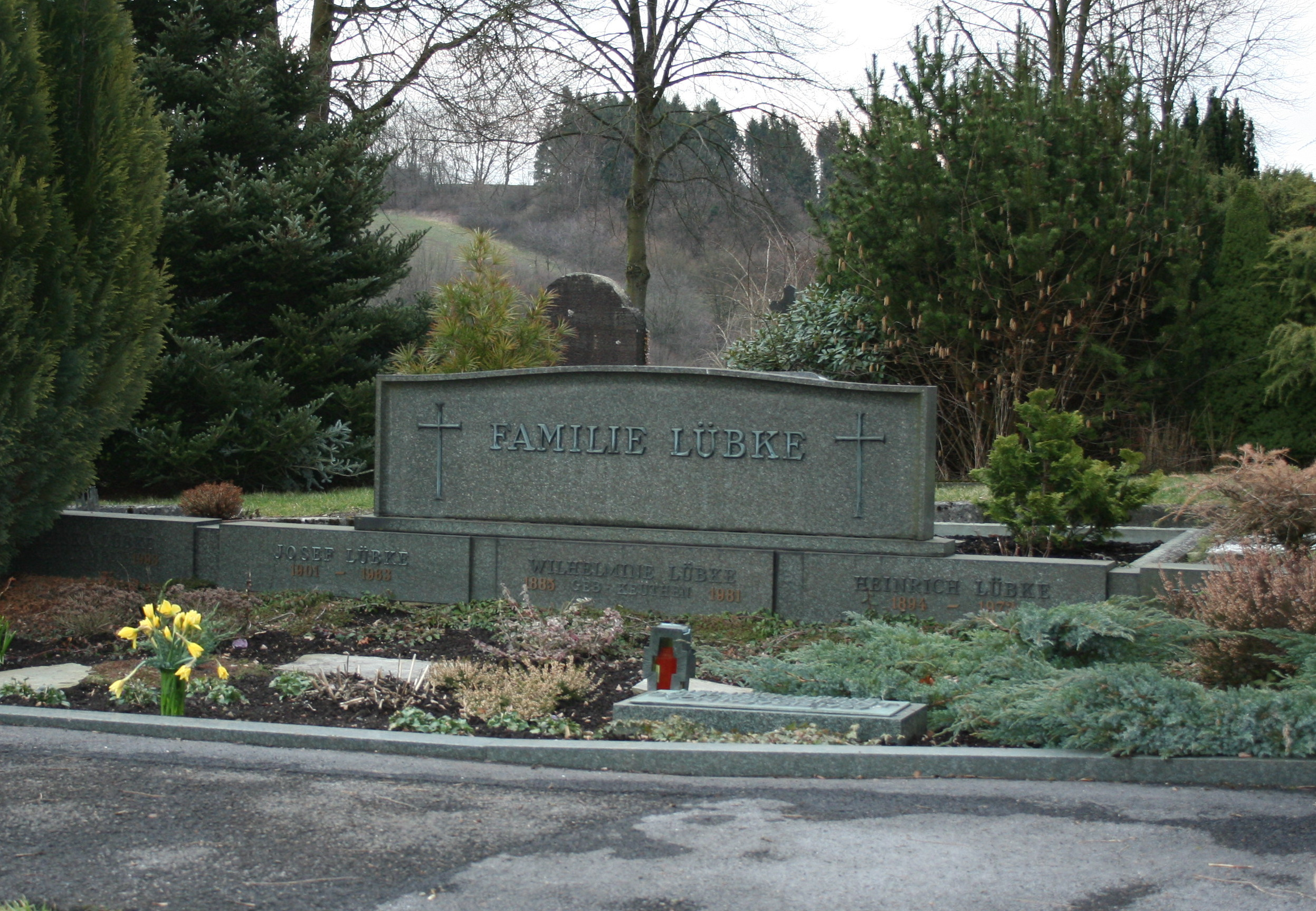
Grab der Familie Lübke in Sundern-Enkhausen

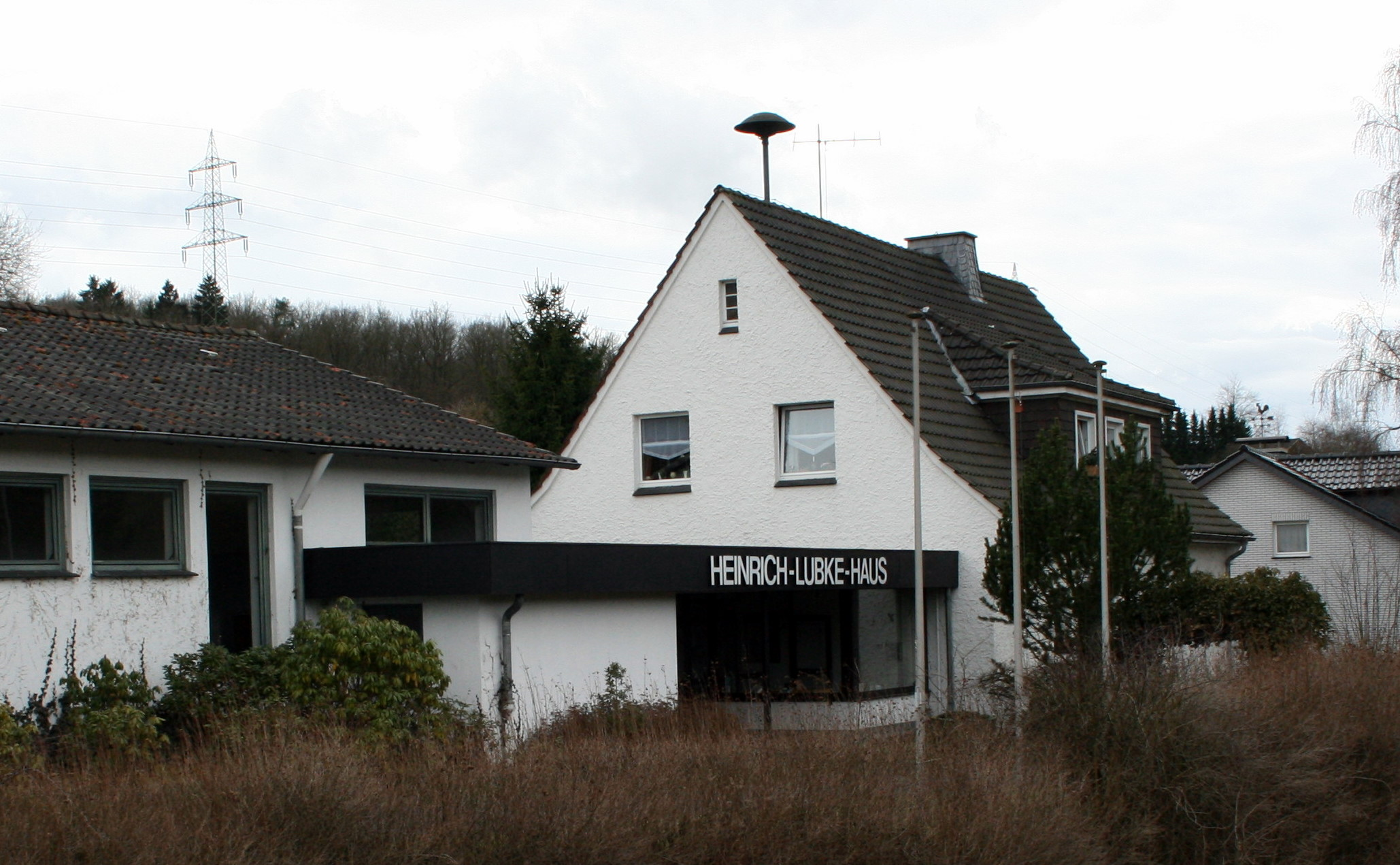
Heinrich-Lübke-Haus in Sundern-Enkhausen

Dem Bundespräsidenten a. D. verblieb keine Aufgabe, und neue Pflichten konnte er aus gesundheitlichen Gründen nicht mehr übernehmen. Seine Absicht, von Zeit zu Zeit in Berlin zu wohnen, ließ sich nicht verwirklichen, und ebenso wenig konnte Lübke, der über eine Privatbibliothek von etwa 5000 Büchern verfügte, seinen wissenschaftlichen Hobbys nachgehen: Vergleichende Sprachwissenschaften und Mikrobiologie.
Seine Parteifreunde ignorierten ihn, wenn sie ihn nicht gar mieden. Sein Nachfolger im Amt des Bundespräsidenten, Gustav Heinemann, hielt jedoch Kontakt zu ihm.
Reisen nach Teneriffa im Herbst 1969 sowie zu Weihnachten 1970 und 1971 brachten keine Besserung seines Befindens. Eine fortschreitende Zerebralsklerose machte sich immer stärker bemerkbar, führte zu ernsthaften Sprechstörungen und zeitweise auftretendem Gedächtnisverlust. Im Nachhinein zeigte sich, dass diese Krankheit schon einige Jahre zuvor begonnen hatte und so manchen Versprecher des Bundespräsidenten in den letzten Jahren seiner Amtszeit erklärte. Im November 1971 besuchte der Altbundespräsident zum letzten Mal seinen Geburtsort Enkhausen.
Am 30. März 1972 erforderten akute Magenblutungen eine rasche Operation Lübkes. Dabei stellte sich heraus, dass er an einem weit fortgeschrittenen Magenkrebs litt, die Metastasen hatten bereits das Gehirn erreicht. Nach zwei weiteren Blutstürzen starb Heinrich Lübke am 6. April 1972 im Alter von 77 Jahren in Bonn.
Bei einem Staatsakt am 13. April 1972 wurden die Verdienste Lübkes gewürdigt. Nach einem Requiem im Kölner Dom wurde Lübke in Sundern-Enkhausen beigesetzt. An der Beerdigung in Sundern nahmen Bundeskanzler Willy Brandt, Bundespräsident Gustav Heinemann, Altkanzler Kurt Georg Kiesinger, Hans-Dietrich Genscher und Rainer Barzel teil. Das Familiengrab auf dem Dorffriedhof in Enkhausen trägt die Inschrift „Heinrich Lübke – Bundespräsident von 1959 bis 1969“. 

## Gedenken
Ein Teil von Lübkes Nachlass wird von einem seiner Großneffen auf der Moselburg Arras präsentiert. Im dortigen „Heinrich-und-Wilhelmine-Lübke-Gedenkzimmer“ können Besucher unter anderem Fotos, Unterlagen und Gastgeschenke besichtigen.
In Sundern-Enkhausen wurde 1975 von der Stadt ein Museum, das Heinrich-Lübke-Haus, eingerichtet. In Möhnesee entstand die Bildungsstätte Heinrich-Lübke-Haus. Denselben Namen trägt die Kreisgeschäftsstelle der CDU des Hochsauerlandkreises in Meschede. Das heißt: Im Umkreis weniger Kilometer gibt es drei Gebäude, die den Namen Heinrich-Lübke-Haus tragen. 
Der Historiker Jens-Christian Wagner kritisierte diese Form des Gedenkens 2012 unter Verweis auf Lübkes Rolle als oberster Bauleiter in der Heeresversuchsanstalt Peenemünde, in der Lübke die „Verantwortung für den Einsatz von KZ-Häftlingen“ getragen habe. Die Benennung eines Hauses oder einer Institution nach einer historischen Persönlichkeit sei immer eine Form der Ehrung mit appellativem Charakter („Handelt nach seinem Vorbild!“). Doch selbst wenn man Lübkes Vita differenziert betrachte („Lübke war auch NS-Opfer“), sei der Politiker „sicherlich nicht als Vorbild für nachfolgende Generationen geeignet“.

## Ehrungen
Im Jahr 1953 wurde ihm die Ehrendoktorwürde der Landwirtschaftlichen Fakultät der Rheinischen Friedrich-Wilhelms-Universität Bonn verliehen. 1957 erhielt er das Großkreuz des Bundesverdienstordens und 1959 als Bundespräsident die Sonderstufe des Großkreuzes. Im Jahr 1964 erhielt er die Harnack-Medaille der Max-Planck-Gesellschaft.
Er war außerdem Ehrenbürger der Städte Berlin (1962), Karlsruhe (1965) und Bonn (1966) sowie der Gemeinde Bestwig, der Freiheit Sundern und von Neheim-Hüsten (1968). 1964 war er das erste ausländische Staatsoberhaupt, das den südkoreanischen Mugunghwa-Orden verliehen bekam, 1965 erhielt er das Großkreuz mit Großer Ordenskette des Verdienstordens der Italienischen Republik. In Niamey, der Hauptstadt des Niger, ist eine Hauptstraße nach ihm benannt.
Abgesehen von der nebenstehenden Abbildung war er auch auf dem Block Grundgedanken der Demokratie (1982) sowie auf einer brasilianischen Briefmarke vertreten.

## Sonstiges
Lübkes Wohnsitz auf dem Bonner Venusberg lag in unmittelbarer Nachbarschaft zur Familie Willy Brandts. Dessen Sohn Matthias Brandt besuchte während seiner Kindheit häufiger den damaligen Bundespräsidenten. In seinem autobiographischen Erzählband Raumpatrouille beschrieb Brandt sein persönliches Verhältnis zu Heinrich Lübke sowie dessen Gesundheitszustand.

## CD
- equal goes it loose. Heinrich Lübke redet für Deutschland. Kunstmann, München 2005, ISBN 3-88897-411-9 (Wiederveröffentlichung der pardon-LP von 1966)